# BD+05 4868Ab
BD+05 4868Ab는 지구에서 140 광년 떨어진 페가수스자리에 있는 외계 행성이다. 이 행성은 BD+05 4868 쌍성계의 주 항성 주위를 0.02 AU 거리에서 공전한다. 모항성에 매우 가깝기 때문에 이 행성은 마그마로 덮여 있을 가능성이 높으며, 이는 용암 행성임을 시사한다.
이 행성은 2025년에 통과법을 사용하여 발견되었다.

## 증발

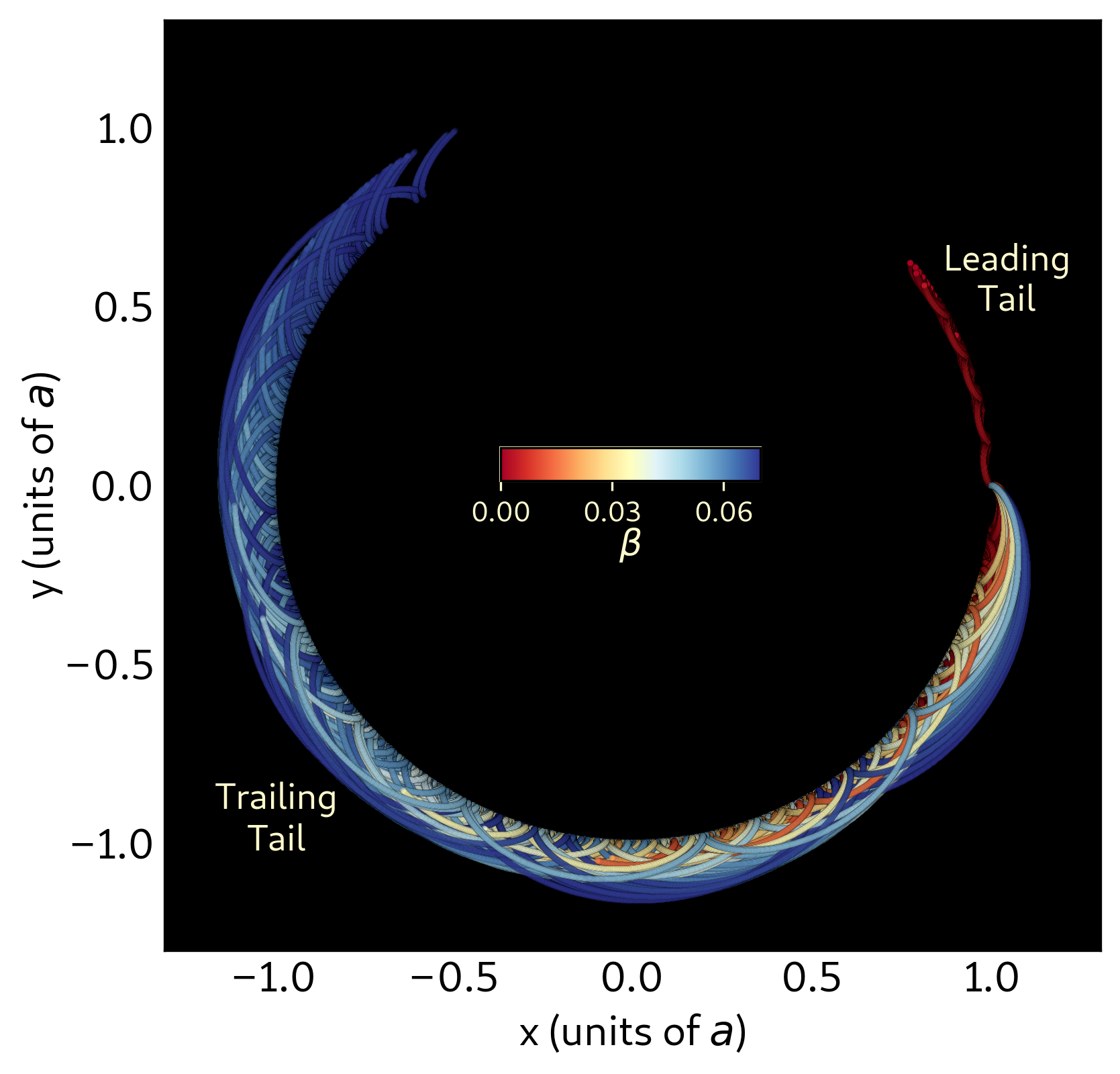
BD+05 4868Ab에서 생성된 먼지 알갱이 궤적 시뮬레이션.

이 행성은 현재 달과 비슷한 질량을 가지고 있다. 그러나 질량이 벗겨져 나가 행성 뒤와 앞에 9백만 킬로미터에 달하는 긴 혜성 같은 꼬리를 형성하고 있다. 이 꼬리는 행성이 항성을 공전하는 궤도의 절반 이상을 차지한다. 꼬리 안에서 발견되는 먼지 알갱이는 크기가 1~10 마이크론인 것으로 밝혀졌다. BD+05 4868Ab는 재앙적으로 증발하는 행성의 극단적인 경우를 나타낸다. BD+05 4868Ab는 처음에는 수성보다 큰 질량을 가졌지만, 수십억 년의 시간 척도에 걸쳐 천천히 증발하면서 그 질량을 잃은 것으로 생각된다.
2025년 기준 현재 알려진 붕괴 중인 행성인 케플러-1520b, KOI-2700b, K2-22b와 함께 4개 중 하나이다.